# James Peter Hill
James Peter Hill (Edinburgh, 21 februari 1873 - 24 mei 1954) was een Brits embryoloog.
Hill ging in 1892 naar Australië, waar hij zich aansloot bij een groep genaamd 'The Fraternity of Duckmaloi'. Deze deed onderzoek naar het vogelbekdier en kregen erkenning met de vaststelling van een 'jachtgebied' van het dier. Hill werd ook bekend door zijn studies aan buideldieren.

## Academisch leven
Hill keerde in 1906 terug naar Groot-Brittannië en het University College London. Hij werd in 1913 verkozen tot Fellow of the Royal Society en in 1921 werd hij hoofd embryologie en histologie. In 1930 onderscheidde de Linnean Society of London hem met de Linnean Medal. Hij kreeg in 1940 de Darwin Medal, vooral voor werk op het gebied van buidel- en cloacadieren. Hij ging in 1938 met pensioen, waarna hij voor zover bekend tot aan zijn overlijden thuis doorwerkte.
- Australian Dictionary of Biography: hill-james-peter-6669
- Bibliothèque nationale de France: cb13489554d (data)
- Gemeinsame Normdatei: 1024186202
- International Standard Name Identifier: 0000 0000 6310 1002
- Nationale bibliotheek van Australië: 35739398
- Nederlandse Thesaurus van Auteursnamen: 072750723
- SNAC: w6k93m0s
- Système universitaire de documentation: 19699053X
- Trove: 562439
- Virtual International Authority File: 46913440
- WorldCat: E39PBJhhr4KBmTjTXgKq3qFkDq

1. ↑  https://docs.google.com/spreadsheets/d/1dsunM9ukGLgaW3HdG9cvJ_QKd7pWjGI0qi_fCb1ROD4/pubhtml?gid=216486814&single=true.